# INA Industrija Nafte
Pour les articles homonymes, voir INA (homonymie).
INA Industrija Nafte est une entreprise croate. Fondée en 1964 et basée à Zagreb, elle est l'entreprise nationale dans le secteur de l'industrie pétrolière.